# Yumiko Ōshima
大島・弓子
Œuvres principales
Première œuvre : Paula no Namida
Autres ouvrages :
- Wata no kuni hoshi
- Lost House
- Mainichi ga Natsuyasumi
- Banana bread no pudding
- Joka e

Yumiko Ōshima (大島・弓子, Ōshima Yumiko) est une dessinatrice de manga japonais. Elle est née le 31 août 1947  dans la préfecture de Tochigi, au Japon.

## Biographie
L'auteur possède une structure unique de scénario et, au Japon, ses mangas sont jugées comme dépassant les œuvres littéraires. Son travail a également influencé.
Elle dessine essentiellement des shōjo manga.
Elle fait partie du Groupe de l'an 24.

## Œuvre
- Paula no Namida (ポーラの涙); 1968
- Tanjō (誕生), 1970–1971
- Mimoza-yakata de Tsukamaete (ミモザ館でつかまえて), 1973
- Nazuna yo Nazuna (なずなよなずな), 1974
- Ichigo Monogatari (いちご物語), 1975
- Freud-shiki Ranmaru (F式蘭丸), 1975
- Shichigatsu Nanoka ni (七月七日に), 1976
- Banana bread no pudding, バナナブレッドのプディング, 1977–1978
- Wata no kuni hoshi (The star of cottonland), 綿の国星, 1978–1987
- Akasuika Kisuika (赤すいか黄すいか), 1979
- Sakura Jikan (桜時間), 1972
- Kinpatsu no Sōgen (金髪の草原), 1983
- Mainichi ga Natsuyasumi (毎日が夏休み), 1989
- Koi wa Newton no Ringo (恋はニュートンのリンゴ), 1990
- Christmas no Kiseki (クリスマスの奇跡), 1995
- Gū-gū datte Neko de aru (グーグーだって猫である), 1996-

## Récompenses
- 1973 : « Prix d'Excellence » de l'Association des auteurs de bande dessinée japonais pour Mimoza Yashiki de Tsukamaete
- 1979 : Prix du manga Kōdansha pour Wata no kuni hoshi (綿の国星?), alors qu'il n'est pas édité par Kōdansha, ce qui n'est pas courant.